# Клименко Кіндрат Гаврилович
Кіндрат Гаврилович Клименко (* 25 жовтня 1913 - † 10 березня 1945) — радянський офіцер-кавалерист, Герой Радянського Союзу (1945), у роки німецько-радянської війни заступник командира 54-го кавалерійського полку (14-а гвардійська кавалерійська дивізія, 7-й гвардійський кавалерійський корпус, 1-й Білоруський фронт) гвардії майор.

## Біографічні відомості
Народився в 25 жовтня 1913 у с. Шура-Копіївська (нині Тульчинський район, Вінницька область. Українець. 
Член КПРС із 1939.
У 1931 закінчив Тульчинський педагогічний технікум. Працював вчителем у с. Журавлівка.
У 1934 покликаний у Радянську Армію. 
Учасник вторгнення СРСР до Польщі та війни з фінами. 
Учасник Німецько-радянської війни з червня 1941. Боровся на Південно-Західному, Центральному і 1-му Білоруському фронтах.
За зразкове виконання бойових завдань командування на фронті боротьби з німецько-фашистськими загарбниками і виявлені при цьому відвагу і геройство Указом Президії Верховної Ради СРСР від 27 лютого 1945 року заступникові командира 54-го гвардійського кавалерійського полку 14-ї гвардійської кавалерійської Мозирьської Червонопрапорної дивізії гвардії майорові Клименко Кіндрату Гавриловичу присвоєно звання Героя Радянського Союзу.
Нагороджений орденом Леніна, двома орденами Червоного Прапора, орденом Кутузова III ступеня, медаллю.
Загинув 10 березня 1945 р. Похований у м. Колобжег. 

## Вшанування пам'яті
У с. Шура-Копіївська Герою встановлений пам'ятник, його ім'ям також названа вулиця.